# Suzhou IFS
Le Suzhou IFS (chinois : 苏州国际金融中心 ; pinyin : sūzhōu guójì jīnróng zhōngxīn) ou Suzhou Supertower est un gratte-ciel à Suzhou en Chine. Achevé en 2019, il s'agit actuellement du plus haut gratte-ciel de la ville, avec 450 mètres pour 95 étages.

## Galerie

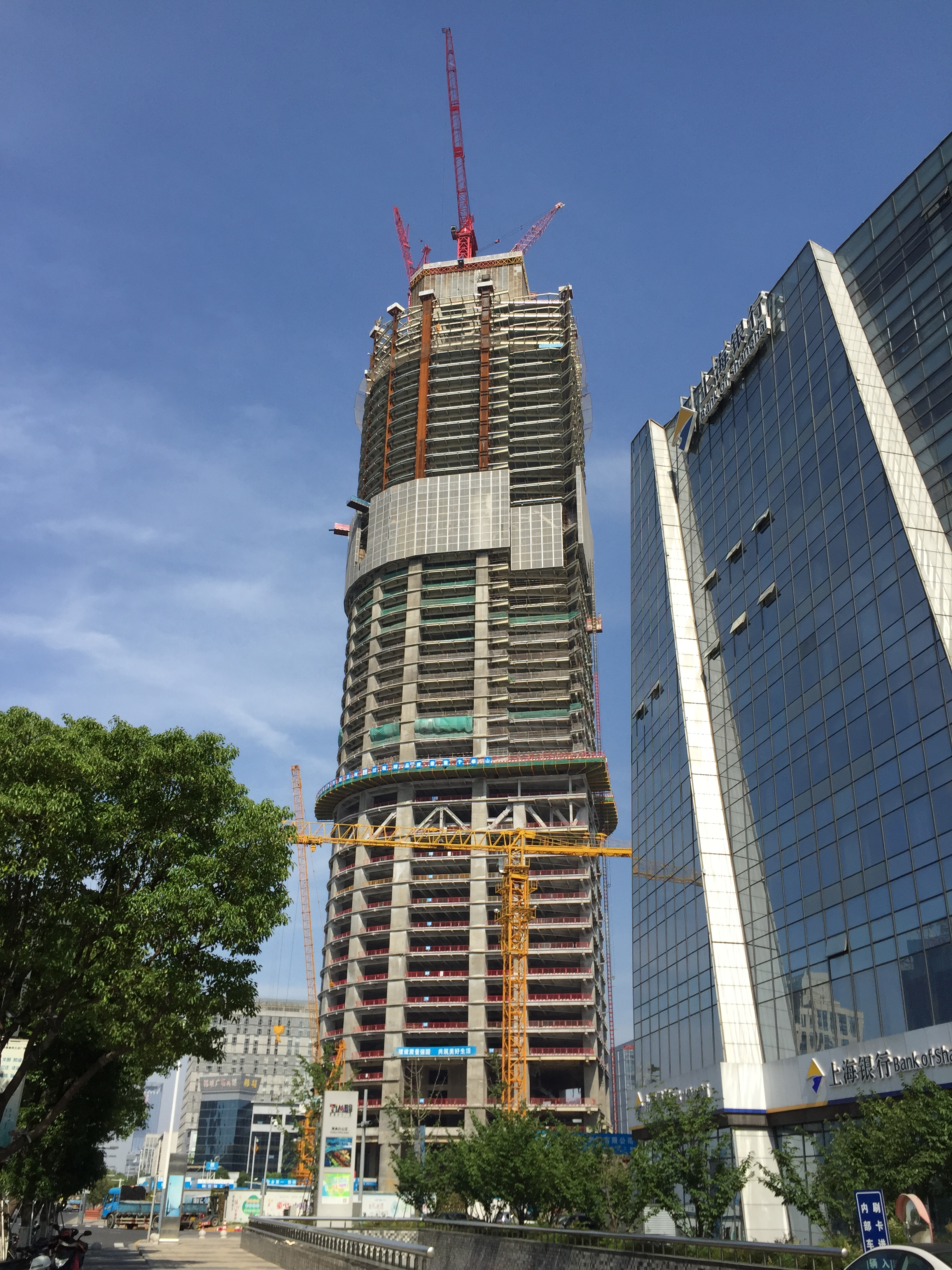
Construction en juin 2015
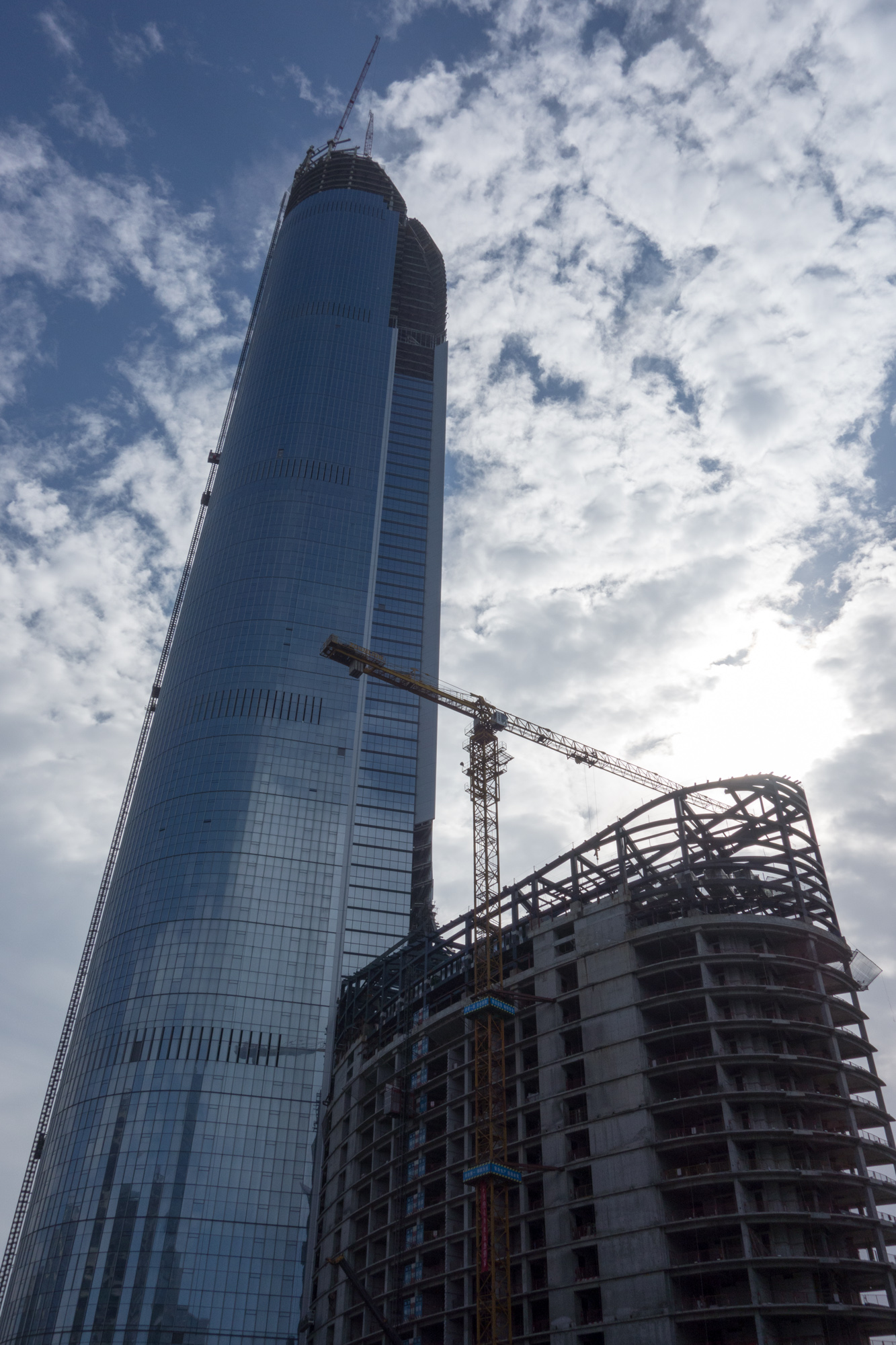
Construction en octobre 2016
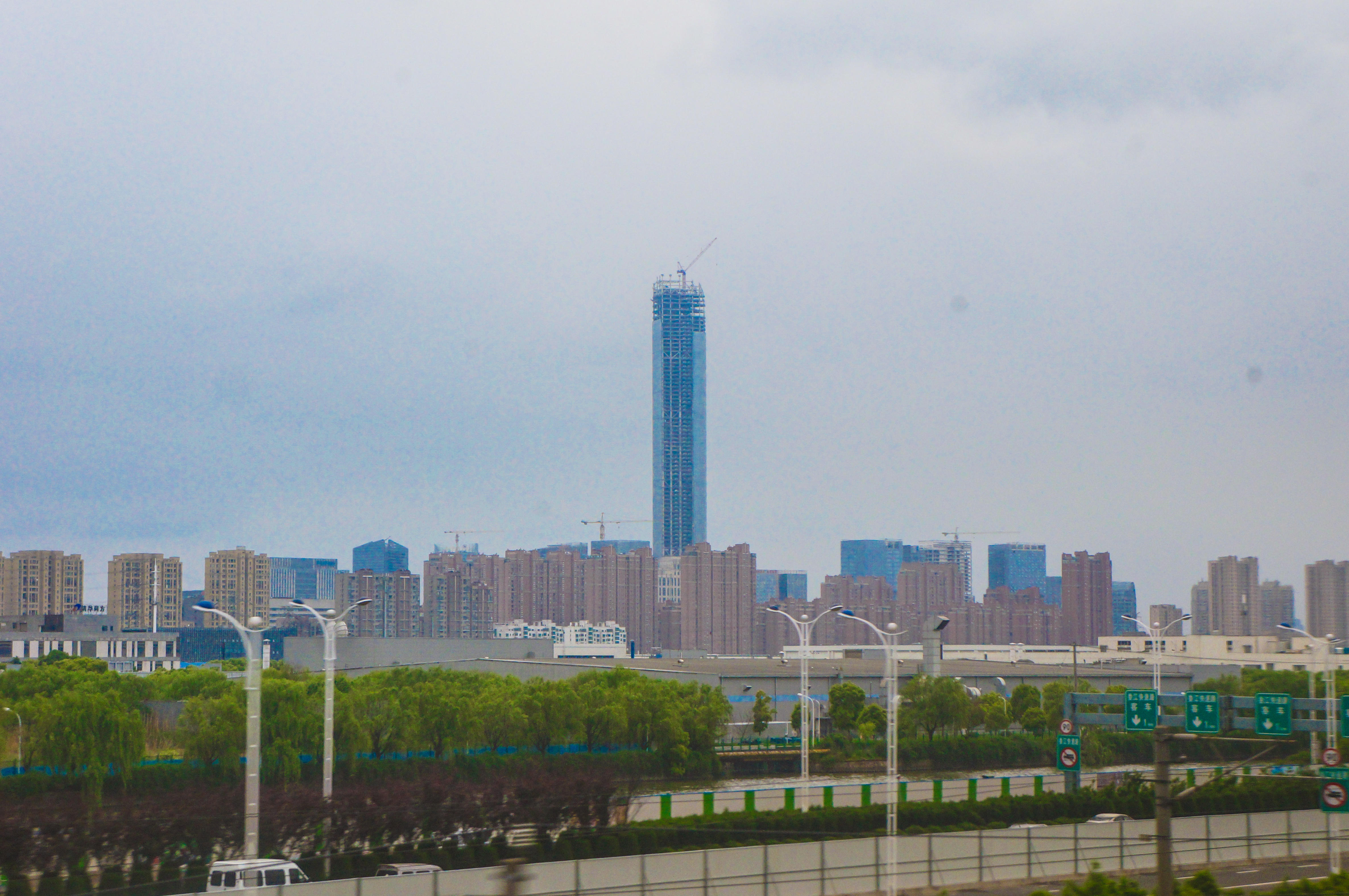
Construction en mai 2017
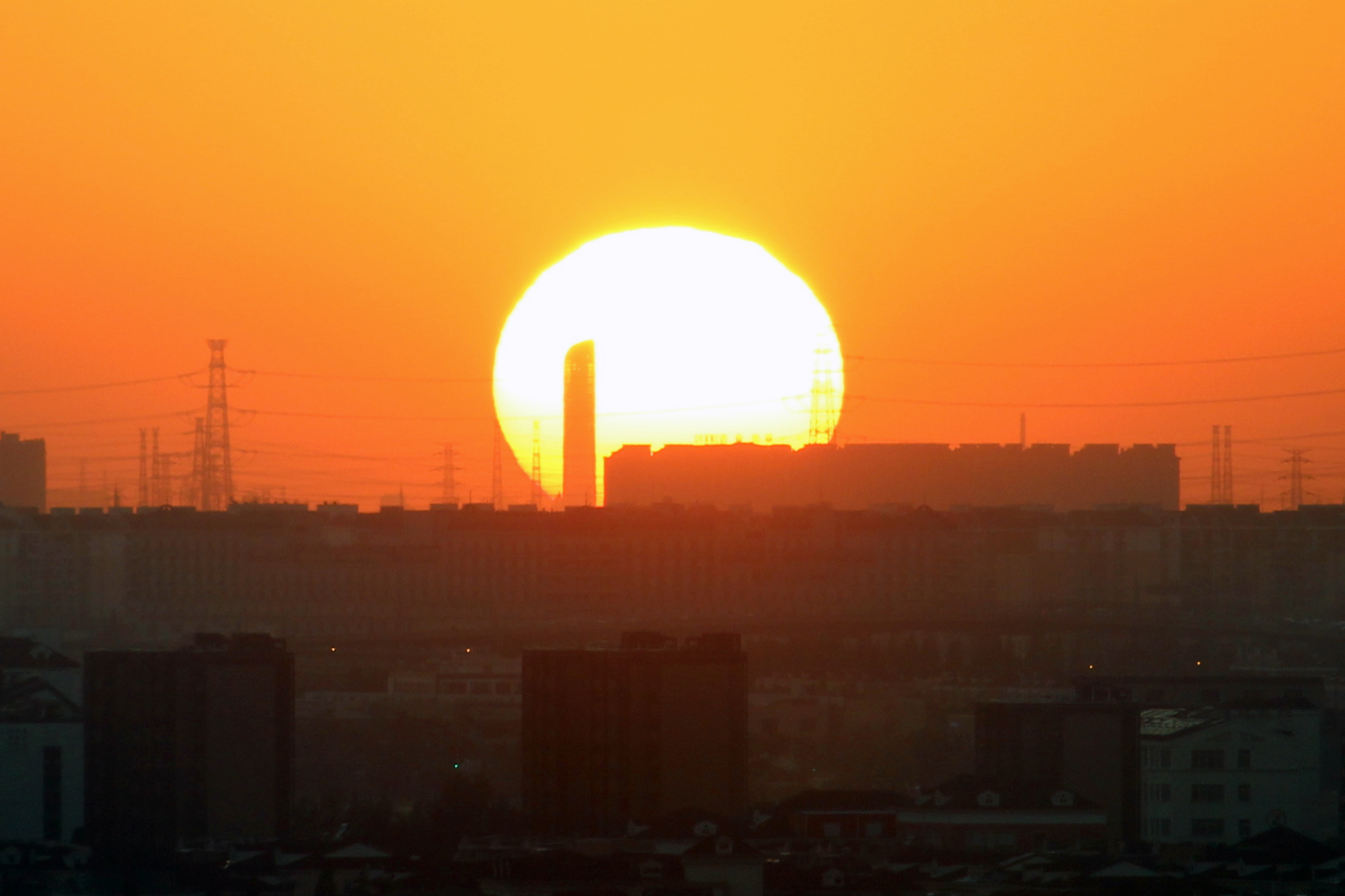
Vue depuis Shanghai Changning District (~60-70 km), en août 2018